# Dalian Professional
Der Dalian Professional Football Club (chinesisch 大连人足球俱乐部), allgemein bekannt als Dalian Professional, ist ein chinesischer Fußballverein aus Dalian, der seit 2018 in der Chinese Super League spielt.

## Geschichte
Dalian Yifang wurde im September 2009 von der Dalian Aerbin Group Co. Ltd. als Dalian Aerbin gegründet und nahm zur Saison 2010 den Spielbetrieb auf. Man startete in der drittklassigen China League Two, in der man zunächst Meister der North Division wurde und auch die anschließende Play-off-Runde gewann, wodurch der Verein aufstieg. Im darauf folgenden Jahr holte Dalian Aerbin die Meisterschaft der China League One und schaffte somit den Durchmarsch in die Chinese Super League. Dort wurde die Mannschaft zunächst zwei Mal in Folge Fünfter und stieg dann in der dritten Saison wieder ab. 2015 wurde der Verein von der Dalian Yifang Group Co. Ltd. übernommen und ein Jahr später in Dalian Yifang umbenannt.

## Stadion

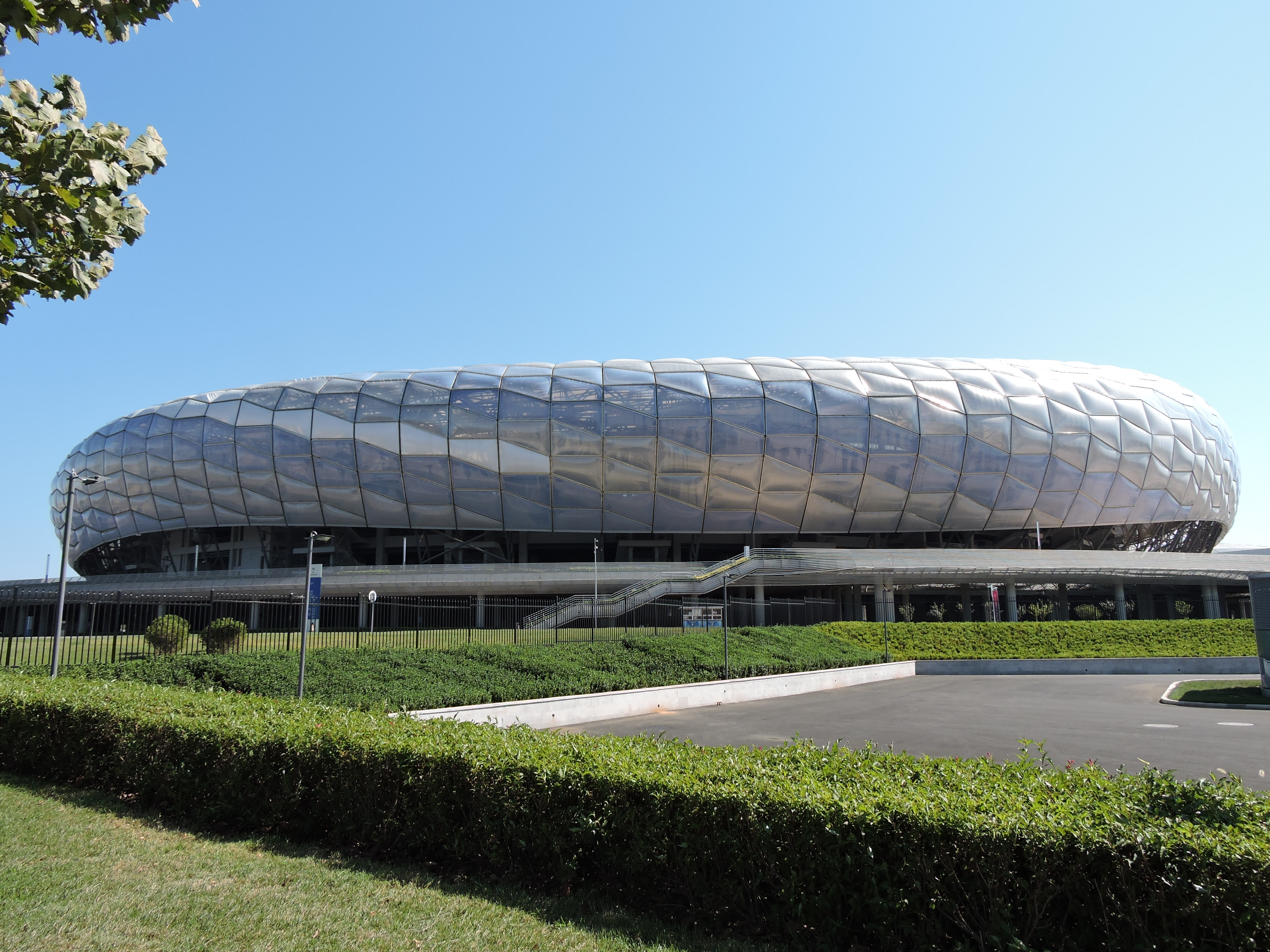
Dalian Sports Center Stadium

Seine Heimspiele trägt der Verein im Dalian Sports Center Stadium in Dalian aus. Das Mehrzweckstadion hat ein Fassungsvermögen von 61.000 Personen.
Koordinaten: 39° 1′ 12,8″ N, 121° 33′ 41,7″ O

## Platzierungen
| Saison   | 2010 | 2011 | 2012 | 2013 | 2014 | 2015 | 2016 | 2017 | 2018 | 2019 | 2020 | 2021 |
| -------- | ---- | ---- | ---- | ---- | ---- | ---- | ---- | ---- | ---- | ---- | ---- | ---- |
| Liga     | 3    | 2    | 1    | 1    | 1    | 2    | 2    | 2    | 1    | 1    | 1    | 1    |
| Position | 1    | 1    | 5    | 5    | 15   | 3    | 5    | 1    | 11   | 9    |      |      |

## Trainerchronik
Stand: Februar 2021
| Trainer               | Nation                  | von               | bis               |
| --------------------- | ----------------------- | ----------------- | ----------------- |
| Shangbin Chi          | Volksrepublik China     | 1. Januar 2009    | 31. Dezember 2010 |
| Aleksandar Stankov    | Bulgarien               | 12. Juni 2010     | 1. Januar 2011    |
| Jang Eui-ryong        | Südkorea                | 1. Januar 2012    | 3. April 2012     |
| Aleksandar Stanojević | Serbien                 | 4. April 2012     | 9. November 2012  |
| Hong Xu               | Volksrepublik China     | 11. Dezember 2012 | 18. Februar 2013  |
| Ming Li               | Volksrepublik China     | 18. Februar 2013  | 5. Juni 2013      |
| Simo Krunić           | Bosnien und Herzegowina | 3. Juni 2013      | 5. Dezember 2013  |
| Lin Ma                | Volksrepublik China     | 5. November 2013  | 28. Mai 2014      |
| Yasuharu Kurata       | Japan                   | 30. Mai 2014      | 30. November 2014 |
| Mikael Stahre         | Schweden                | 1. Januar 2015    | 5. Juli 2016      |
| Milinko Pantić        | Serbien                 | 5. Juli 2016      | 29. August 2016   |
| Sergio Piernas        | Spanien                 | 30. August 2016   | 28. November 2016 |
| Juan Ramón López Caro | Spanien                 | 29. November 2016 | 25. Dezember 2017 |
| Lin Ma                | Volksrepublik China     | 26. Dezember 2017 | 19. März 2018     |
| Bernd Schuster        | Deutschland             | 19. März 2018     | 10. Februar 2019  |
| Choi Kang-hee         | Südkorea                | 11. Februar 2019  | 30. Juni 2019     |
| Rafael Benítez        | Spanien                 | 2. Juli 2019      | 23. Januar 2021   |

## Namens- und Logohistorie
- 2009–2015: Dalian Aerbin FC
- 2016–2021: Dalian Yifang FC
- 2021–: Dalian Professional Football Club

2009–2015